# Xã Hancock, Quận Osborne, Kansas
Xã Hancock (tiếng Anh: Hancock Township) là một xã thuộc quận Osborne, tiểu bang Kansas, Hoa Kỳ. Năm 2010, dân số của xã này là 18 người.